# Cratere MacNicol
MacNicol  è un cratere sulla superficie di Mercurio.
Il cratere è intitolato alla pittrice scozzese Bessie MacNicol.